# 瑞浪土岐町
瑞浪土岐町（みずなみときちょう）は、かつて岐阜県土岐郡にあった町である。
自治体として存在したのはわずか3年である。

## 地理
- 川：土岐川、小里川

## 歴史

### 沿革
- 1951年（昭和26年）4月1日 - 瑞浪町、土岐町が合併し瑞浪土岐町が発足。
- 1954年（昭和29年）4月1日 - 稲津村、釜戸村、大湫村、日吉村、明世村（山野内、月吉、戸狩）、恵那郡陶町と合併し瑞浪市が発足。同日瑞浪土岐町廃止。

## 教育
- 岐阜県立土岐高等学校（1955年、岐阜県立瑞浪高等学校に改称）
- 町立瑞浪中学校
- 町立土岐中学校（1961年、明世中学校と統合し瑞陵中学校）
- 町立瑞浪小学校
- 町立土岐小学校

## 交通
- 国鉄中央本線瑞浪駅